# Ian Watkins
Ian David Karslake Watkins (Merthyr Tydfil, 30 luglio 1977) è un cantante, musicista e criminale britannico, membro fondatore ed ex cantante del gruppo musicale rock Lostprophets.

## Biografia

### Carriera
Nel 1997 ha fondato i Lostprophets insieme a Mike Lewis, con cui condivideva già un altro progetto musicale rappresentato dai Public Disturbance. Dopo alcune demo pubblicate negli ultimi anni novanta, la band ha esordito con l'album Thefakesoundofprogress nel 2001.
Tra il 2004 e il 2012 il gruppo ha pubblicato altri tre album in studio, due dei quali hanno raggiunto la vetta della classifica Official Albums Chart.

### Scandalo e arresto
Il 19 dicembre 2012 Ian Watkins viene arrestato con l'accusa di aver molestato alcuni bambini e aver spacciato immagini di carattere pedopornografico. In seguito a questo avvenimento, il 1º ottobre 2013 gli altri componenti dei Lostprophets hanno annunciato lo scioglimento del gruppo.
Il 26 novembre 2013 Watkins ha ammesso di essere stato autore degli abusi di cui era stato accusato e, il successivo 18 dicembre, è stato condannato a 35 anni per pedofilia, di cui sei da scontare in libertà vigilata.

## Discografia
Con i Lostprophets
- Thefakesoundofprogress (2000)
- Start Something (2004)
- Liberation Transmission (2006)
- The Betrayed (2010)
- Weapons (2012)

Con i Public Disturbance
- 4-Way Tie Up (1997)
- UKHC Compilation (1997)
- Victim of Circumstance (1998)